# 사람과 방재미래센터
한신·아와지 대진재 기념 사람과 방재미래센터(일본어: 阪神・淡路大震災記念 人と防災未来センター 한신·아와지 다이신사이키넨 히토토보사이미라이센타[*])는 일본에서 방재와 감재의 세계화를 위한 목적으로 건설된 방재센터이다. 효고현 고베시의 HAT 고베에 있다.
한신·아와지 대진재에서 얻은 교훈을 세계 공동의 자산으로 후대에 계승하고 일본 국내외의 지진재해로 발생하는 피해를 경감하는데 도움을 준다는 목적으로 건설되었다. 센터 내에 전시된 한신대진재 피해 도로 구조물은 2018년 "한신·아와지 대진재 피해구조물군"의 일부로 일본토목학회 선정 토목유산에 선정되었다.
지진 체험 플로어(1.17 극장)에서는 한신대지진 당시 파괴되는 마을과 철도, 고속도로를 세밀하게 재연한 영상으로 복원한 《5:46의 충격》을 상설 방영하고 있다.

## 역사
- 2002년 4월 - 사람과 방재미래센터 1단계 공사가 완료되어 방재미래관(현 서관)이 개관했다.[2][3]
- 2003년 4월 - 사람과 방재미래센터 2단계 공사가 완료되어 사람과 미래관(현 동관)이 개관했다.
- 2009년 3월 - 입장객 수 감소로 사람과 미래관이 폐관했다.
- 2010년 1월 - 구 방재미래관을 서관으로, 구 사람과 미래관을 동관으로 통합하여 운영하기 시작했다.

## 같이 보기
- 효고 현립 대학
- 고베항 지진 메모리얼 파크